# Edward Jessel (2e baron Jessel)
Edward Herbert Jessel, 2e baron Jessel (25 mars 1904 - 13 juin 1990), est un homme politique britannique.

## Biographie
Jessel est le fils unique de Herbert Jessel (1er baron Jessel), et de Maud Goldsmid, fille de Julian Goldsmid, 3e baronnet. Il fait ses études au Collège d'Eton et Christ Church, Oxford, et est admis au barreau, Inner Temple. Il succède à son père dans la baronnie en 1950. Il est président de l'Association des pairs unionistes indépendants de 1959 à 1964 et vice-président de la Chambre des lords de 1963 à 1977. En 1963, il est nommé Commandeur de l'Ordre de l'Empire britannique.
Lord Jessel épouse Helen Maglona Vane-Tempest-Stewart (1911-1986), fille de Charles Vane-Tempest-Stewart (7e marquis de Londonderry) et d'Edith Chaplin, en 1935. Ils ont un fils et deux filles mais divorcent en 1960. Jessel se remarie à Jessica Marian Taylor, fille de H. Taylor, en 1960. Il n'y a pas d'enfants de ce mariage. Son fils unique par sa première épouse, Timothy Edward Jessel (1935-1969), est décédé avant lui, laissant une fille. Lord Jessel est décédé en juin 1990, à l'âge de 86 ans, et la baronnie s'est éteinte.